# Alex Godoy
Alex Godoy (* 30. Oktober 1971) ist ein ehemaliger andorranischer Fußballspieler.
Godoy spielt aktuell seit 1998/99 für den UE Sant Julià. In der Nationalmannschaft Andorras wurde er im Jahr 1999 viermal eingesetzt.